# Koba (Volksheld)
Koba (Von türkisch: der „Unbeugsame“, auch Namenskurzform für Jakob, Jakov) ist die Legende von einem kaukasischen Briganten, der in Georgien als Volksheld verehrt wurde. Koba ist die Hauptfigur des 1883 veröffentlichten Romans Der Vatermord von Aleksandre Qasbegi, einem historischen Roman über die Zeit der Besatzung Georgiens durch das russische Zarenreich. Alexander Qasbergis während dieser Besatzungszeit am Ende des 19. Jahrhunderts verbotenen Roman las auch der junge Josef Wissarionowitsch Dschugaschwili, der spätere sowjetische Diktator Stalin, während seines Priesterstudiums am Orthodoxen Seminar in Tiflis. Die Geschichte, in der Koba als klassischer kaukasischer Banditenheld auftritt, hat das Leben des jungen Stalin entscheidend beeinflusst, wie neuere Archivfunde belegen.

## Der RomanDer Vatermord
Der Roman Der Vatermord von Aleksandre Qasbegi erzählt die Liebe des Bauernjungen Iago zu der hübschen Nunu, Tochter eines nach seiner Teilnahme am Aufstand des Imam Schamil gegen Russland verarmten Söldners. Da er nach dem frühen Tod ihrer Mutter für den Unterhalt seines Kindes nicht aufkommen kann, kommt Nunu zu Verwandten. In ihrer Jugend entwickelt Nunu Zuneigung zu Iago. Die Pflegeeltern missbilligen dies, da sie ihn für einen armen Schlucker halten. Sie hegen Sympathie für Grigola, den von den Russen ernannten, tyrannischen Dorfvorsteher. Dieser ist zwar verheiratet, hat sich jedoch in Nunu verliebt. Ihrer Familie gegenüber gibt er vor, sie mit seinem Bruder vermählen zu wollen. Zuerst muss er Iago loswerden. Er beschuldigt ihn des Diebstahls von Gemeineigentum und lässt ihn in Fort Ananuri einsperren. Danach verschleppt er Nunu gewaltsam und vergewaltigt sie.
Koba, Iagos bester Freund, wird Zeuge der Entführung. Er schlägt sich zu Grigola durch, um Nunu zu retten, kommt aber zu spät. Koba schwört, die Schandtat Grigolas zu rächen. Mit einem weiteren Freund befreit Koba Iago aus dem Gefängnis. Sie entscheiden sich zur Flucht nach Tschetschenien, denn in ganz Georgien fahnden russische Polizei und Kosaken nach ihnen. Die Tschetschenen werden als freiheitsliebend dargestellt, da sie sich den Besatzern im Gegensatz zu den Georgiern, die durch Leute wie Grigola im Zaum gehalten werden, widersetzen.
Inzwischen ist Nunu von Grigola entflohen. Koba gelingt es, mit ihr Kontakt aufzunehmen und eine Zusammenkunft aller inklusive ihres Vaters im ossetischen Wladikawkas zu arrangieren. In der Nacht vor dem geplanten Wiedersehen von Iago und Nunu verrät der Wirt von Iagos und Kobas Unterkunft deren Versteck Grigola. Er erhofft sich hierfür eine hohe Belohnung. Kurz nach Mitternacht erscheint Grigola und bringt Iago, den gemeinsamen Freund sowie Nunus Vater um. Dessen Mord will er Nunu in die Schuhe schieben, um sie für diesen Vatermord nach Sibirien zu verbannen. Koba entkommt Grigolas Zorn und Nunu stirbt angesichts des Todes von Geliebtem und Vater an gebrochenem Herzen.
Die Geschichte endet damit, dass Koba Iago und Nunu doch noch rächt. Er erschießt Grigola, als dieser zusammen mit einem Inspektor in einer Kutsche durch einen tiefen Forst fährt. Koba ist der Held des vor dem Hintergrund geschichtlicher Fakten spielenden Romans. Er respektiert Freundschaft, verteidigt Wahrheit, ist ritterlich zu Frauen und verhilft dem Recht zum Sieg.

## Stalin als Koba
Der junge Josef Wissarionowitsch Dschugaschwili, lange bevor er als sowjetischer Diktator weltbekannt wurde, war bereits als 17-Jähriger beim Lesen verbotener Literatur, wie etwa den als aufrührerisch angesehenen Werken des französischen Schriftstellers Victor Hugo erwischt und dafür von seinen Lehrern bestraft worden. besonders beeindruckten ihn die literarischen Werke, in denen der Freiheitskampf der Georgier verherrlicht wurde. Doch die Romanfigur Koba wurde von ihm nicht nur für seinen Freiheitskampf gegen die Russen verherrlicht, sondern dafür, dass er alles für seine Frau und für sein Land opferte. Auch wie er dann schreckliche Rache an seinen Feinden nahm, war für den älteren Stalin prägend. „Koba wurde zu Sossos (Stalins Kose-Vorname seit seiner Kindheit) Gott“, so sein Kindheitsfreund und damaliger Mit-Seminarist Josef Iremaschwili. „Er wollte Koba werden, nannte sich selbst Koba und bestand darauf, dass wir diesen Namen benutzten“. Der Name bedeutete Stalin viel: die Rachsucht der kaukasischen Bergvölker, die Grausamkeit der Banditen, der besessene Umgang mit Treue und Verrat sowie die Bereitwilligkeit, eigene Person und Familie für eine Sache zu opfern. Den Namen liebte er ohnehin, da die Kurzform des Namens seines „Ersatzvaters“ Jakov Egnataschwili, ebenso lautete (Koba=Jakov). „Koba“ wurde zu dem ihm liebsten nom de revolution und Spitznamen, oft martialischer nom de guerre genannt. Das gesamte Werk beruht auf romantischer Tradition georgischer Ritterlichkeit und mystischen Gesetzen der kaukasischen Bergwelt. Koba hatte sich der revolutionären Bewegung in Georgien angeschlossen und wurde bekannt für seine sogenannten Expropriationen, also gewaltsamen „Enteignungen“ d. h. für Bankraube, aus denen sich die bolschewistische Bewegung finanzierte. Später nannte er sich „der Mann aus Stahl“ (Stalin). Der Schriftsteller Martin Amis wählte 2002 den Titel Koba the Dread (Koba der Schreckliche) für eine Abrechnung mit den Schrecken des Stalinismus und der Haltung der westeuropäischen Linken dazu.

## Planet der Affen
In den drei Planet-der-Affen-Spielfilmen Prevolution, Revolution und Survival aus den Jahren 2011, 2014 und 2017 ist eine der Hauptfiguren und vorübergehender Anführer ein rachsüchtiger Schimpanse namens Koba, der verschiedene Persönlichkeitsmerkmale des literarischen Koba und von Josef Stalin zeigt.